# Марцинкевич, Владимир Николаевич
Владимир Николаевич Марцинкевич (белор. Уладзімір Мікалаевіч Марцінкевіч; 10 (22) марта 1896 года — 30 июля 1944 года) — советский военачальник, генерал-майор (9.11.1941), участник Великой Отечественной войны, Герой Советского Союза (6.04.1945, посмертно).

## Первая мировая и гражданская войны
Владимир Николаевич Марцинкевич родился 10 (22) марта 1896 года в городе Борисов в семье рабочего. Белорус.
7 августа 1915 года был призван на службу в Русскую императорскую армию, служил рядовым в пехотном запасном батальоне в Фридрихсгаме (Великое княжество Финляндское), в феврале 1916 года окончил учебную команду при этом батальоне, произведен в ефрейторы и назначен командиром отделения в подготовительной команде батальона для поступления в школу прапорщиков. В марте 1916 года выдержал экзамен за четыре класса гимназии. В июле 1916 года произведен в младшие унтер-офицеры и назначен взводным унтер-офицером в этой команде. В августе 1916 года переведён в Семёновский лейб-гвардии полк (Петроград) взводным унтер-офицером, в сентябре 1916 года — в 171-й пехотный запасной полк (Красное Село) на ту же должность. Участвовал в Февральской революции 1917 года в Петрограде, во главе своих солдат разоружал полицию в Петрограде. С августа 1917 года служил в 295-м пехотном запасном полку (Гдов), был членом полкового солдатского комитета. В ноябре избран солдатами командиром роты этого полка. В декабре 1917 года старший унтер-офицер В. Н. Марцинкевич был демобилизован.  
В Гражданской войне в России участвовал с января 1918 года, когда в Орше вступил в Молодеченский партизанский отряд, который затем убыл в Смоленск и там Марцинкевич избран бойцами командиром этого отряда. В марте 1918 года отряд убыл в Сызрань на подавление антисоветского восстания и по прибытии он влился в состав 1-го Вольского Красного отряда (с этой даты исчислялась служба В. Н. Марцинкевича в Красной Армии), тогда же В. Н. Марцинкевич вступил в командование этим отрядом. В мае назначен командиром батальона 1-го Вольского советского полка (переименован в последующем в 5-й советский полк), с которым участвовал в подавлении мятежа Чехословацкого корпуса под Сызранью, в боях против белогвардейских частей в районах Вольска, Балаково, Аткарска и Хвалынска. 22 июля 1918 года в бою под Балаково был ранен и контужен. После лечения в Петрограде в сентябре 1918 года служил в Орше в отдельной Украинской пограничной роте (развернута затем в отдельный Украинский пограничный батальон): помощник командира и командир роты, с ноября командовал этим батальоном. После ухода германских оккупационных войск из Белоруссии в ноябре 1918 года батальон был развернут в 4-й советский полк, а В. Н. Марцинкевич назначен в нём командиром батальона, участвовал в разгроме гайдамаков в Гомеле. 
С декабря 1918 года служил в составе 3-го Новгород-Северского советского полка командиром батальона и помощником командира полка. Затем был помощником командира и командиром  полка 7-го Новгород-Северского полка 3-й Новгород-Северской бригады 1-й Украинской советской дивизии, воевал с петлюровцами в районах Киев, Белая Церковь, Сквира, Казатин, Бердичев, Житомир, Новоград-Волынский, Ровно. Летом 1919 года полк воевал с польскими войсками под Ровно, Сарны, Олевском, Белокоровичами, Коростенем, а осенью 1919 года сражался с деникинскими войсками под Бердичевом и Казатином на Южном фронте. 
С декабря 1919 года — командир 420-го стрелкового полка 47-й стрелковой дивизии на Западном фронте, воевал против поляков. 10 мая 1920 года в бою под ст. Ирша был ранен и лечился в Гомеле. После излечения — помощник командира 517-го стрелкового полка 58-й стрелковой дивизии 12-й армии, вновь участвовал в боях с белополяками и отрядами генерала С. Н. Булак-Балаховича, в наступательных боях в районе Овруч, на р. Стырь и под г. Влодава, при отступлении на р. Западный Буг и отходе к р. Стоход и далее на Любарь. Осенью 1920 г полк был переброшен в район Канева и сражался с бандами в Киевской губернии. В Гражданскую войну был контужен и дважды ранен.  

## Межвоенное время
С апреля 1921 года командовал 517-м стрелковым полком. При сокращении армии в мае этого года назначен командиром батальона 221-го стрелкового полка 25-й стрелковой дивизии. Во главе батальона ещё практически целый год воевал против банд в Таращанском и Кременчугском уездах. С марта 1922 года учился в Высшей повторной школе старшего комсостава в Харькове. Окончил её в марте 1923 года, тогда же продолжил службу в 25-й стрелковой дивизии Украинского военного округа помощником командира батальона 75-го Екатеринбургского стрелкового полка (Полтава), с октября 1926 — командиром батальона 223-го стрелкового полка (Пирятин), с мая 1929 — помощником командира полка по хозяйственной части. С ноября 1931 года — командир 131-го стрелкового полка 44-й стрелковой дивизии Украинского ВО (при этом в декабре 1932 года был отстранён от должности и назначен начальником военно-хозяйственного снабжения Томской стрелковой дивизии, однако в должность не вступил – продолжал командовать полком). С марта 1933 по март 1937 года — исполняющий должность начальника военно-хозяйственного снабжения 99-й стрелковой дивизии Украинского ВО. Затем убыл на учёбу 
В декабре 1937 года окончил 10-месячные курсы при Военно-хозяйственной академии РККА в Харькове. По их окончании вернулся на прежнюю должность. В декабре 1938 года назначен помощником командира 58-й стрелковой дивизии Киевского особого военного округа. С ноября 1939 года — командир 173-й стрелковой дивизии. Во главе дивизии участвовал в советско-финской войне 1939—1940 годов, где дивизия воевала в составе 7-й армии Северо-Западного фронта. За умелое руководство боевыми действиями, мужество и личную храбрость он был награжден орденом Красного Знамени (1940). 
С 16 июля 1940 года командовал 176-й стрелковой дивизией в Одесском военном округе. 

## Великая Отечественная война
Начало Великой Отечественной войны встретил в той же должности. Дивизия в составе 9-й армии Южного фронта участвовала в приграничном сражении в Молдавии и, занимая оборону по реке Прут, отражала наступление немецких и румынских войск. В дальнейшем участвовала в Тираспольско-Мелитопольской оборонительной, Донбасской оборонительной и Ростовской наступательной операциях. 
С июля 1942 года — исполняющий должность командующего 24-й армией Южного фронта. Армия под командованием В. Н. Марцинкевича успешно выполнила задачу по обеспечению отхода армий Южного фронта за реку Дон. 
С 8 по 29 августа 1942 года назначен командующим 9-й армией Закавказского фронта. В Битве за Кавказ армия занимала оборону по реке Терек на рубеже от города Грозный до устья реки Урух. В ходе оборонительных боевых действий за «непринятие решительных мер по уничтожению прорвавшейся группировки» был 28 августа от должности отстранён.
В октябре 1942 года назначен командиром 229-й стрелковой дивизии Московской зоны обороны, которая в январе 1943 года передана в 52-ю армию Волховского фронта. В ходе форсирования реки Волхов на новгородском направлении тяжело заболел и был госпитализирован. После излечения, с июля 1943 года, находился в резерве Ставки ВГК, одновременно проходил обучение на курсах при Высшей военной академии имени К. Е. Ворошилова.
После окончания курсов в апреле 1944 года направлен в распоряжение Военного совета 2-го Белорусского фронта и 24 апреля был назначен командиром 134-й стрелковой дивизии, которая в составе 61-го стрелкового корпуса 69-й армии оборонялась юго-восточнее города Ковель. Под руководством генерал-майора Марцинкевича дивизия отличилась в ходе Люблин-Брестской наступательной операции. Прорвав оборону противника, она совместно с другими соединениями армии продвинулась до 70 км и с ходу форсировала реку Западный Буг. В этих боях В. Н. Марцинкевич проявил себя энергичным, решительным и опытным командиром. В дальнейшем продолжая наступление, дивизия вышла к реке Висла, форсировала её и захватила плацдарм южнее города Пулавы. В ожесточённых боях за расширение плацдарма Владимир Николаевич Марцинкевич погиб.
Похоронен в Луцке в братской могиле. В 1977 году на месте захоронения В. Н. Марцинкевича и ещё нескольких сотен воинов, павших в боях с фашизмом, возведён Мемориальный комплекс Славы.
6 апреля 1945 года указом Президиума Верховного Совета СССР за образцовое выполнение боевых заданий командования на фронте борьбы с немецкими захватчиками и проявленные при этом отвагу и геройство генерал-майору Марцинкевичу Владимиру Николаевичу посмертно присвоено звание Героя Советского Союза.

## Память
- Бюст В. Н. Марцинкевича установлен в городе Крупки (Белоруссия), в котором он жил[4].
- Имя командарма носит средняя школа № 1 в городе Крупки, в этом же городе его именем названа улица[5].
- В советское время в Луцке именем В. Н. Марцинкевича была названа улица[6].

## Награды
- Медаль «Золотая Звезда» Героя Советского Союза (6.04.1945, посмертно);
- орден Ленина (6.04.1945, посмертно);
- два ордена Красного Знамени (1940, 5.11.1941);
- медаль «XX лет Рабоче-Крестьянской Красной Армии» (22.02.1938).